# Городисько (Підляське воєводство)
Городисько (пол. Gorodzisko) — село в Польщі, у гміні Нарва Гайнівського повіту Підляського воєводства. Населення — 86 осіб (2011).

## Історія
Вперше Юркове городище згадується 1572 року.
У 1975—1998 роках село належало до Білостоцького воєводства.

## Демографія
Демографічна структура станом на 31 березня 2011 року:
|          | Загалом | Допрацездатний вік | Працездатний вік | Постпрацездатний вік |
| -------- | ------- | ------------------ | ---------------- | -------------------- |
| Чоловіки | 38      | 7                  | 23               | 8                    |
| Жінки    | 48      | 9                  | 19               | 20                   |
| Разом    | 86      | 16                 | 42               | 28                   |